# Bro landskommun, Bohuslän
Bro landskommun var en tidigare kommun i dåvarande  Göteborgs och Bohus län.

## Administrativ historik
Bro landskommun bildades i Bro socken i Stångenäs härad i Bohuslän när 1862 års kommunalförordningar började gälla. 
Vid kommunreformen 1952 uppgick kommunen i Stångenäs landskommun som 1971 uppgick i Lysekils kommun.

## Politik

### Mandatfördelning i Bro landskommun 1938-1946
| 14 | 11 |

| 25 |

| 13 | 12 |

| 24 |

| 13 | 12 |

| 24 |